# Тайванське смажене курча
Тайванське смажене курча (кит. 鹹酥雞) — страва тайванської кухні, вулична їжа Тайваню. Тайванське смажене курча складається з невеликих шматочків курки, обсмажених із сумішшю приправ. Основною приправою є сіль і перець, злегка обсмажене листя базиліка та шматочки часнику. Ця страви стала популярною закускою у фаст-фуді та ресторанах в інших країнах Азії, а також серед азіатських іммігрантів в інших частина світу.

## Опис

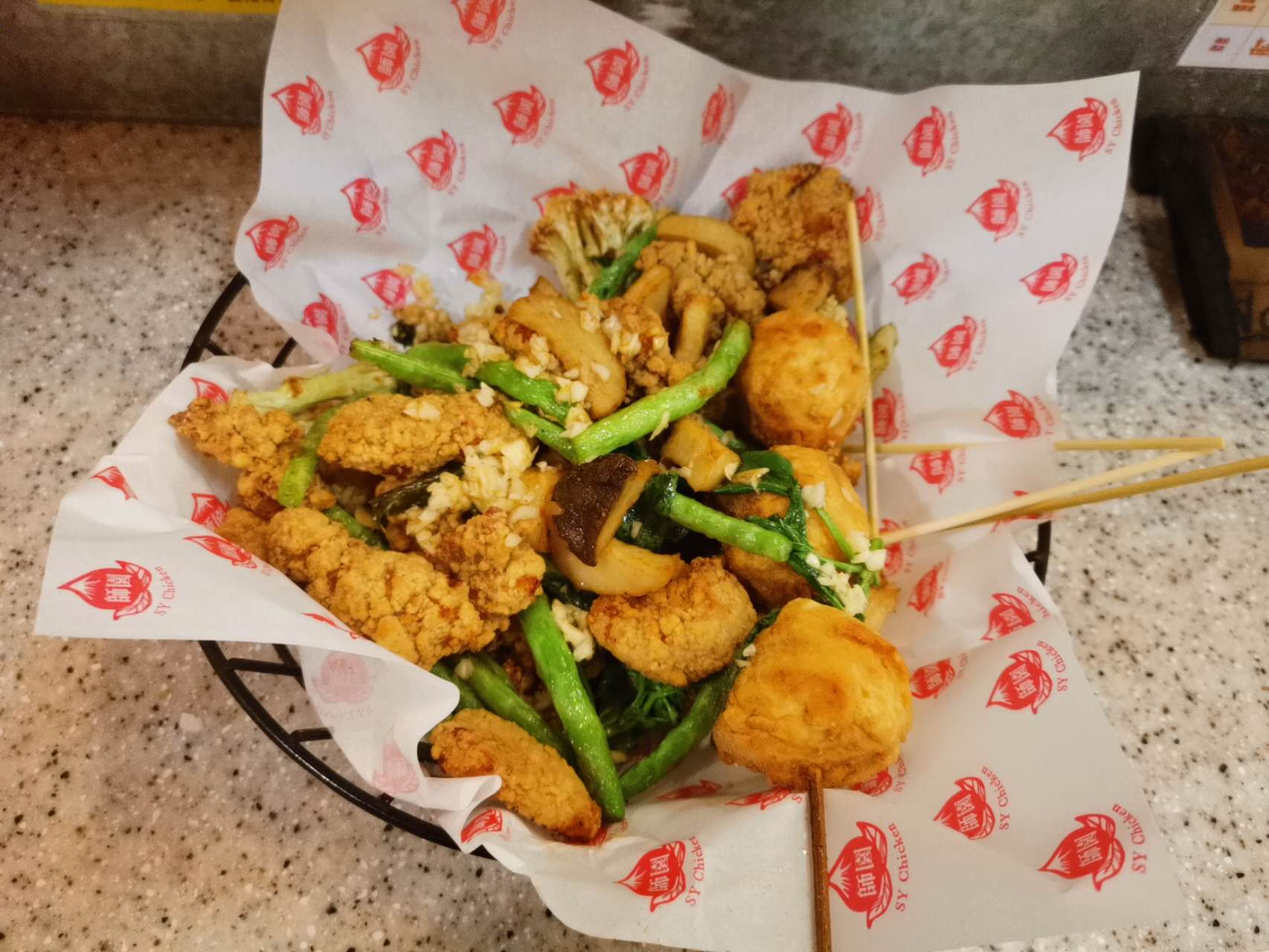

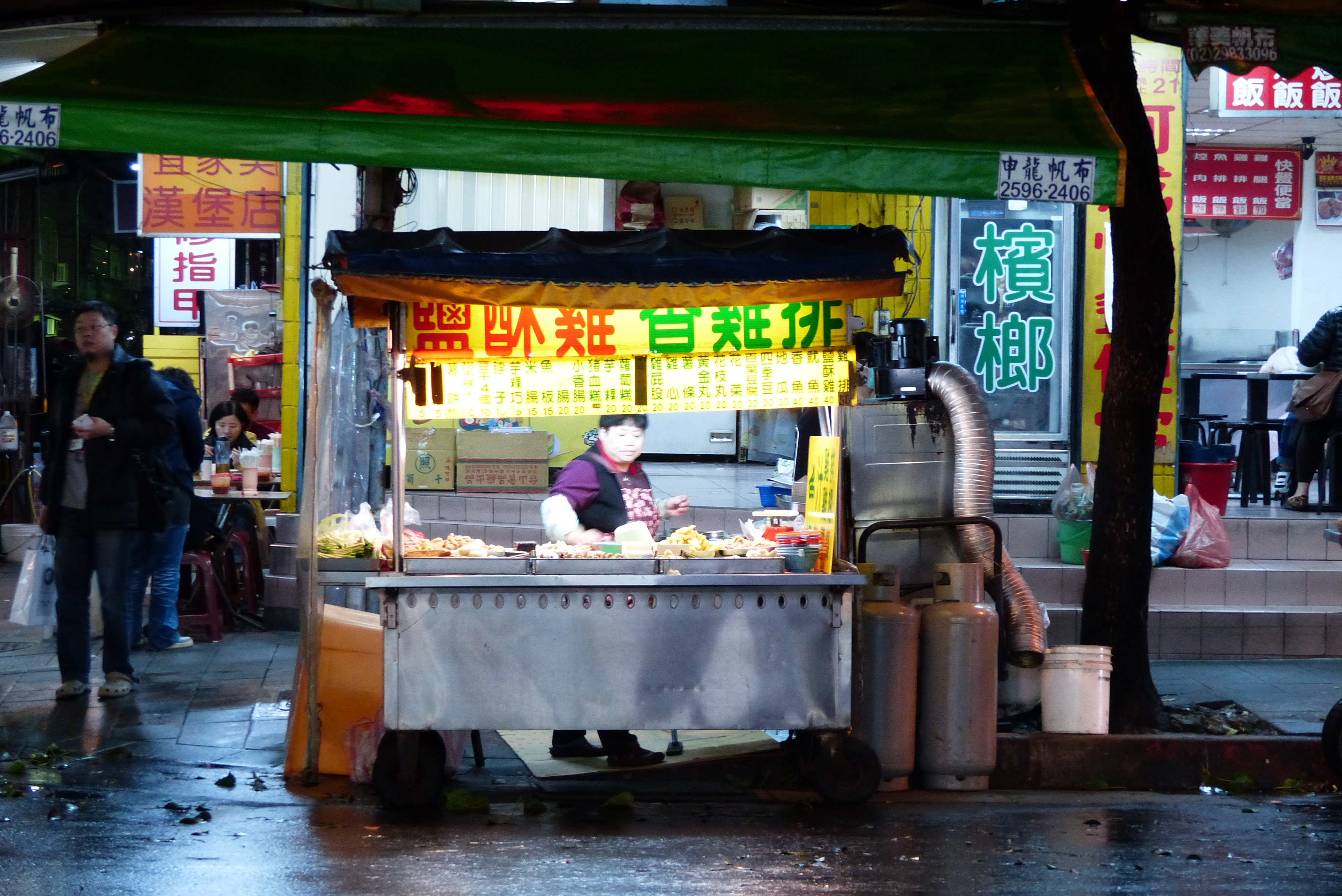
Кіоск, що продає «Тайванське смажене курча» в районі Суншань, місто Тайбей.

Зазвичай використовується лише нарізане кубиками куряче м'ясо, яке маринується в соєвому соусі, цукрі, часниковій пасти, рисовому вині та порошку з п'яти спецій принаймні годину. Після маринування курку занурюють у збите яйце, а потім обвалюють у борошні або крохмалі батату. Шматочки курки смажать у фритюрі, на сильному вогні, до золотистої корочки, поки м'ясо не стане м’яким. В каструлі з олією швидко обсмажують листя свіжого базиліка й додають до м'яса, що надає йому особового аромату. Традиційно перед вживанням посипають ще перцем. Заклади фаст-фуд зазвичай подають страву в паперовому пакеті або коробках. Крім курки, це також страва зі смажених овочів, таких як молода кукурудза, зелена квасоля та солодка картопля, а також гриби, тофу, пасту. В Японії залежно від магазину доступно від 20 до 30 типів інгредієнтів, а в багатьох магазинах є понад 50 типів інгредієнтів на вибір. Тайванська смажена курка популярна в Сполучених Штатах не тільки серед іммігрантів з Азії.

## Дивись також
- Карааге
- Тайванська кухня